# Devourment
Devourment – zespół muzyczny z Dallas w stanie Teksas w USA grający death metal, założony w 1995.

## Muzycy
Obecny skład zespołu
- Ruben Rosas – wokal (1999, 2002, od 2014), gitara (2005–2013)
- Chris Andrews – gitara (od 2014), gitara basowa (2005–2014)
- Brad Fincher – perkusja (1995-1999, 2001, od 2014)
- Dave Spencer – gitara basowa (od 2014)

Byli członkowie zespołu
- D. Braxton Henry – gitara (1995, 2001)
- Wayne Knupp (zmarły) – wokal (1995-1999, 2001)[2]
- Brian "Brain" Wynn – gitara (1996-1999)
- Kevin Clark – gitara (1996-1999, 2001, 2002)
- Mike Majewski – gitara basowa (1997-1999, 2001), wokal (2005-2014)
- Gabriel Ayala – gitara basowa (2002)
- Joseph Fontenot – gitara basowa (2002)
- Jeremy Peterson – perkusja (2002)
- Chris Hutto – gitara (2002)
- Robert Moore – gitara (2002)
- Erik Park – perkusja (2005-2014)

## Dyskografia
- Molesting the Decapitated (1999)[3]
- 1.3.8. (2000)
- Official DVD (2005)
- Butcher the Weak (2005)[4]
- Official DVD 2 (2007)
- Unleash the Carnivore (2009)[5]
- Official DVD 2.5 (2010)

- Conceived in Sewage (2013)[6]

- Obscene Majesty (2019)[7]